# Battaglia del passo di Šipka
La battaglia del passo di Šipka sono una serie di quattro campagne per controllare il passaggio chiave durante l'assedio di Pleven.
Alla fine, grazie al ruolo decisivo di Opălčenci, il passaggio fu trattenuto, e dopo la conquista di Pleven fu aperta la strada per Sofia, e con essa la strada per la libertà e la liberazione della Bulgaria.